# Eugène Py
Eugène Py (Carcassonne, 19 maggio 1859 – San Martín, 26 agosto 1924) è stato un direttore della fotografia e regista cinematografico francese naturalizzato argentino.

## Biografia
Nacque a Carcassonne, Aude, Linguadoca-Rossiglione, Francia, si trasferì nel Buenos Aires alla fine del 1880.
Iniziò a lavorare con Henri Lepage e con l'austriaco Max Glücksmann presso la Casa Lepage, un'impresa di forniture fotografiche di Buenos Aires.
Lepage ha poi importato nel paese il primo apparecchio cinematografico francese. Nel 1897, usando una telecamera Gaumont, Py successivamente girò il primo film argentino intitolato La Bandera Argentina.
Py continuò a produrre film per Casa Lepage per diversi anni, lavorando come parte del sistema di produzione e direttore della fotografia. I primi film di Py comprendevano Visita del Dr Campos Salles a Buenos Aires (1900) (primo documentario argentino), La Revista de la Escuadra Argentina e Visita del General Mitre al Museo Históric (1901).

## Filmografia

### Regista e direttore della fotografia
- La bandera argentina, anche direttore della fotografia (1897)
- Operación de quiste hidaltidico de pulmón,  cortometraggio documentario (1899)
- Llegada del Presidente de la República de Brasil Dr. Campos Salles em Buenos Ayres, cortometraggio documentario (1900)
- Viaje del Doctor Campos Salles a Buenos Aires, cortometraggio (1900)
- Tango argentino, cortometraggio (1900)
- La revista de la Escuadra Argentina en mayo de 1901, cortometraggio documentario (1901)
- Visita del General Mitre al Museo Nacional, cortometraggio documentario (1901)
- El carlotero, cortometraggio; anche direttore della fotografia (1901)
- Bohemia criolla, cortometraggio (1901)
- Pica, pica compadrito, anche direttore della fotografia (1903)
- Los políticos (1904)
- Abajo la careta, anche direttore della fotografia (1904)
- Ensalada criolla, anche direttore della fotografia (1905)
- El soldado de la independencia, anche direttore della fotografia (1906)
- El pechador, anche direttore della fotografia (1906)
- Gabino, el Mayora, cortometraggio; anche direttore della fotografia (1906)
- Los tocayos, anche direttore della fotografia (1907)
- Mister Wiskey, anche direttore della fotografia (1907)
- Dejá é jugar, ché, ché, anche direttore della fotografia (1907)
- Los carreros, anche direttore della fotografia (1908)
- Cochero de tranvía, anche direttore della fotografia (1909)
- La beata, cortometraggio (1909)
- La trilla (1910)
- Justicia criolla, cortometraggio (1910)
- Los escruchantes, anche direttore della fotografia (1911)

### Sceneggiatore
- Amalia, regia di Enrique García Velloso